# Raghad Hussein
Raghad Saddam Hussein arabisk: رغد صدام حسين) (født 2. september 1968) er den tidligere Irakiske præsident Saddam Husseins ældste datter. 
2. juli 2006 annoncerede Iraks regerings sikkerhedsrådgiver Mowaffak al-Rubaie at Raghad og hendes mor (Sajida Talfah) var eftersøgt på grund af sin støtte til oprørsgrupper i Irak. 